# Спліт (телесеріал)
Спліт — молодіжний український серіал, оригінальна версія якого була знята в Ізраїлі у 2009 році. Усього за два роки «Спліт» став міжнародним хітом і вже проданий в 78 країн світу.

## Сюжет
На відміну від оригіналу, сюжет був досить перероблений. Як і в ізраїльському серіалі, основною темою є Спліт — напівкровка народжена від вампіра і людини, Лія Розанова. Долею їй було дано стати пророком вампірів, що вміє передбачати майбутнє.
Вже в перших серіях її намагаються вбити, від смерті її рятує Кай (Костянтин Потоцький), посланий Ардеком — братом Лії.
Сюжет серіалу зав'язується навколо війни, яка століттями триває між вампірами і людьми. Але поки що триває перемир'я: вампіри не п'ють людську кров, їх живить джерело. Знайти таке джерело може лише Пророк. Ними можуть бути лише напівкровки — спліти, діти людей і вампірів. Нинішній пророк Ардек шукає собі заміну і знаходить Лію — сором'язливу 16-річну дівчину, яка навчається в мистецькому коледжі і не підозрює про своє призначення. Ардеку доводиться відправити до Лії свого учня Кая під виглядом однокласника. Його мета — підготувати дівчинку прийняти свою долю та захистити від небезпеки, що чекає на неї на цьому шляху. За примхою долі, Кай та Лія закохаються одне в одного, але, ані за законами людей, ані за законами вампірів вони не можуть бути разом.